# Lik
Lik – brzeg żagla.

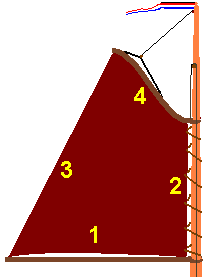
1-lik dolny, 2-przedni, 3-wolny, 4-górny

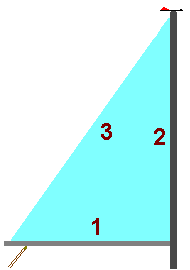
1-lik dolny, 2-przedni, 3-wolny

- W żaglu trójkątnym wyróżnia się liki: dolny, przedni i wolny (czyli tylny).
- W żaglu czworokątnym znajdują się: dolny, przedni, górny i wolny.
- W żaglach rejowych: górny, dolny oraz prawy i lewy.

Do lików (z wyjątkiem lików wolnych) przymocowuje się ruchome drzewce omasztowania. Lik mocowany do drzewca często wzmacnia się poprzez wszycie liny – tzw. likliny, natomiast lik wolny często usztywnia się za pomocą listew. W przypadku trajsla wszystkie liki obszyte są, dla wzmocnienia, grubszą likliną.
Do lików mocuje się segarsy, pełzacze, remizki.